# Piramide rossa
La Piramide rossa, detta anche Piramide Nord, è la maggiore delle tre grandi piramidi della necropoli di Dahshur, in Egitto.
Così chiamata per la tinta rossastra che la contraddistingue, è anche la terza piramide egizia in altezza dopo Piramide di Cheope  e piramide di Chefren, entrambe a Giza.

Al momento del suo completamento fu la costruzione più alta del mondo. Si tratta inoltre della prima piramide concepita per essere realmente geometrica (a facce piane).

Il suo nome originale era "Snefru appare in gloria". Presso la popolazione locale odierna è nota come el-haram el-watwat, che significa "la piramide cieca".
La Piramide rossa non è sempre stata rossa. Un tempo infatti era completamente rivestita di calcare bianco di Tura. Durante il Medioevo quasi tutta questa copertura venne rimossa e reimpiegata per la costruzione de Il Cairo, riportando di fatto alla luce la rossa arenite sottostante.
Nel 1952 furono ritrovati all'interno della piramide i resti arcaici di una mummia che non è stata identificata.

## Storia
Cronologicamente è la terza piramide attribuita al sopra citato Snefru, fondatore della IV dinastia egizia, e si trova circa un chilometro a nord della Piramide romboidale. I lati della piramide sono inclinati di 43°: tale inclinazione conferisce l'aspetto caratteristico di questa piramide, che appare infatti assai più "schiacciata" rispetto alle piramidi più note.
La costruzione iniziò durante il terzo anno di regno di Snefru. Gli egittologi sono discordi riguardo alla durata dei lavori; basandosi sulle iscrizioni rinvenute nelle cave dell'epoca Rainer Stadelmann stimò un periodo costruttivo di 17 anni mentre John Romer, sulla base dei medesimi graffiti, riduce questo periodo a 10 anni e 7 mesi.
Gli archeologi attribuiscono il disegno particolare della piramide all'esperienza maturata dagli ingegneri durante la realizzazione delle prime due piramidi di Snefru. La prima di esse, infatti (la piramide di Meidum) subì crolli in tempi antichi, mentre alla seconda (la Piramide romboidale) venne modificato l'angolo di inclinazione (da 54° a 43°) a circa metà della sua altezza.
Alcuni archeologi ritengono che la Piramide di Meidum fu il primo tentativo di piramide a facce piane e che potrebbe aver subito un crollo proprio mentre si stava edificando la successiva Piramide romboidale. Tra l'altro anche la Piramide romboidale avrebbe già potuto dare segni di cedimento, eventualità che spiegherebbe la presenza delle possenti travi a sostegno delle camere interne.
Secondo i sostenitori di questa ipotesi, quindi, gli ingegneri avrebbero tempestivamente e drasticamente modificato il progetto, riducendo l'inclinazione della Piramide romboidale per scongiurare il rischio di crollo. In seguito, alla richiesta del sovrano di una terza piramide (la Piramide rossa), i progettisti iniziarono i lavori con la già collaudata inclinazione di 43° e la mantennero per tutta la durata dei lavori.

## La piramide oggi

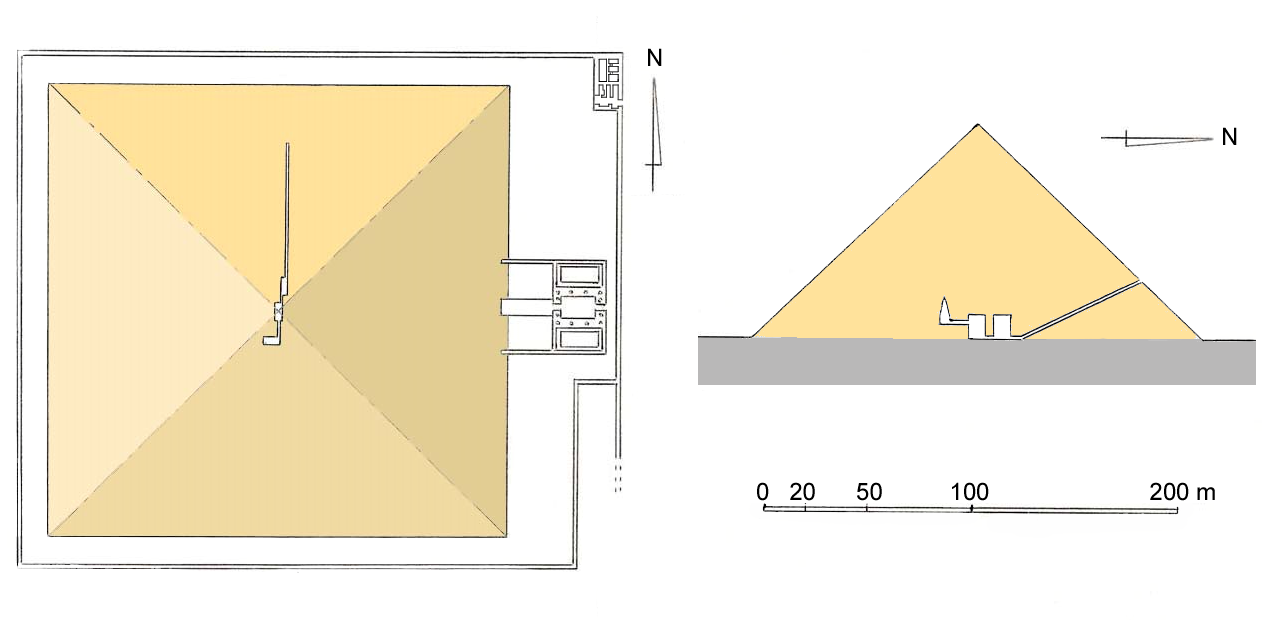
Pianta e sezione della piramide

La Piramide rossa raggiunge oggi 104 m di altezza. Un pyramidion destinato alla piramide venne scoperto nelle vicinanze della piramide ed è oggi in mostra a Dahshur. Non è noto, comunque, se questo venne realmente impiegato in quanto il suo angolo di inclinazione è diverso da quello della piramide.
La Piramide rossa è attualmente aperta ai visitatori. In passato rimase per anni chiusa alle visite turistiche, insieme alla Piramide romboidale, a causa di un vicino campo militare.
I visitatori possono accedere all'edificio per mezzo di un'entrata sulla parete nord. Un passaggio, alto meno di un metro e largo 1,2 m, discende nel cuore della piramide per una sessantina di metri, fino ad incrociare un breve corridoio che conduce ad una camera dalle pareti progressivamente aggettanti verso l'alto (falsa volta) alte 12,2 m. All'estremità meridionale della camera, un altro passaggio porta alla seconda camera.
La seconda camera è simile alla prima – anch'essa ha un soffitto a falsa volta – e si trova esattamente sulla verticale dell'apice della piramide. In alto, sulla parete meridionale di questa camera c'è un altro passaggio, raggiungibile da una scalinata realizzata appositamente per i visitatori.
Il passaggio porta alla terza ed ultima camera, ancora una volta con soffitto a falsa volta, alto oltre 15 m. Le prime due camere sono allineate lungo l'asse nord-sud, mentre la terza è disposta perpendicolarmente sull'asse est-ovest.

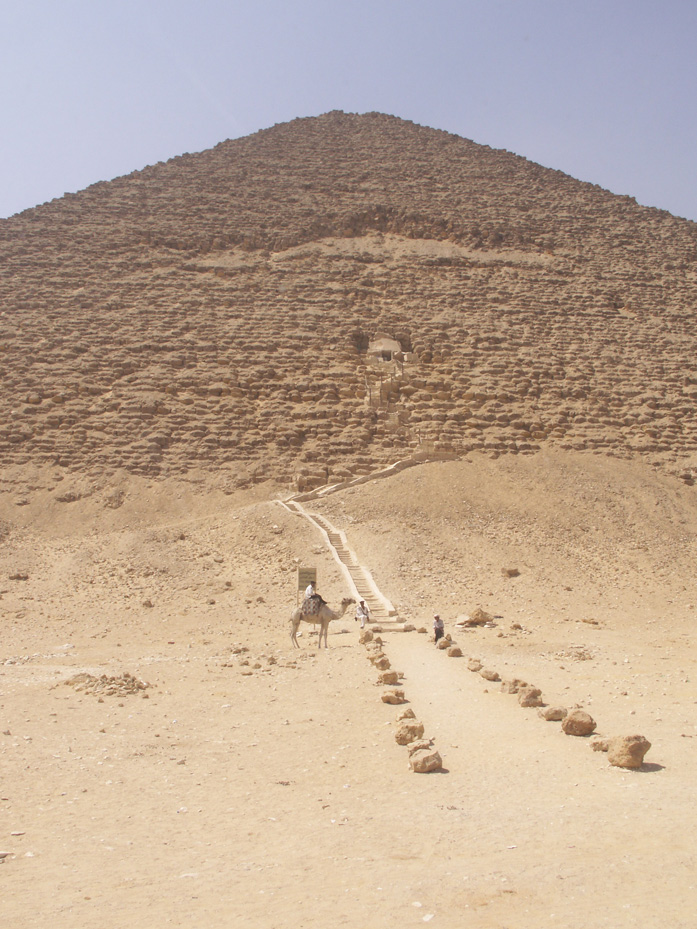
L'ingresso
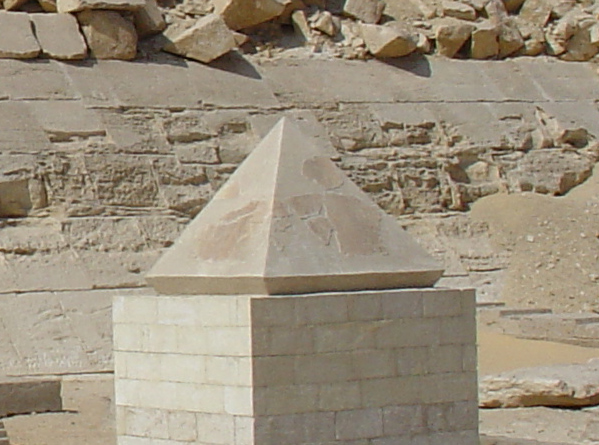
Il pyramidion restaurato
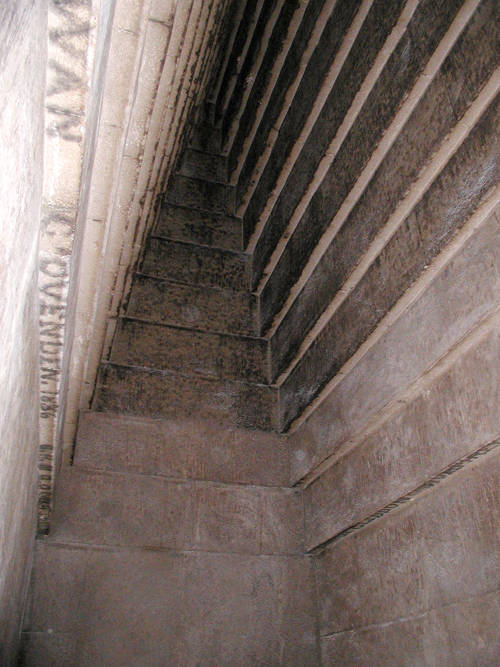
Il soffitto a falsa volta di una delle camere
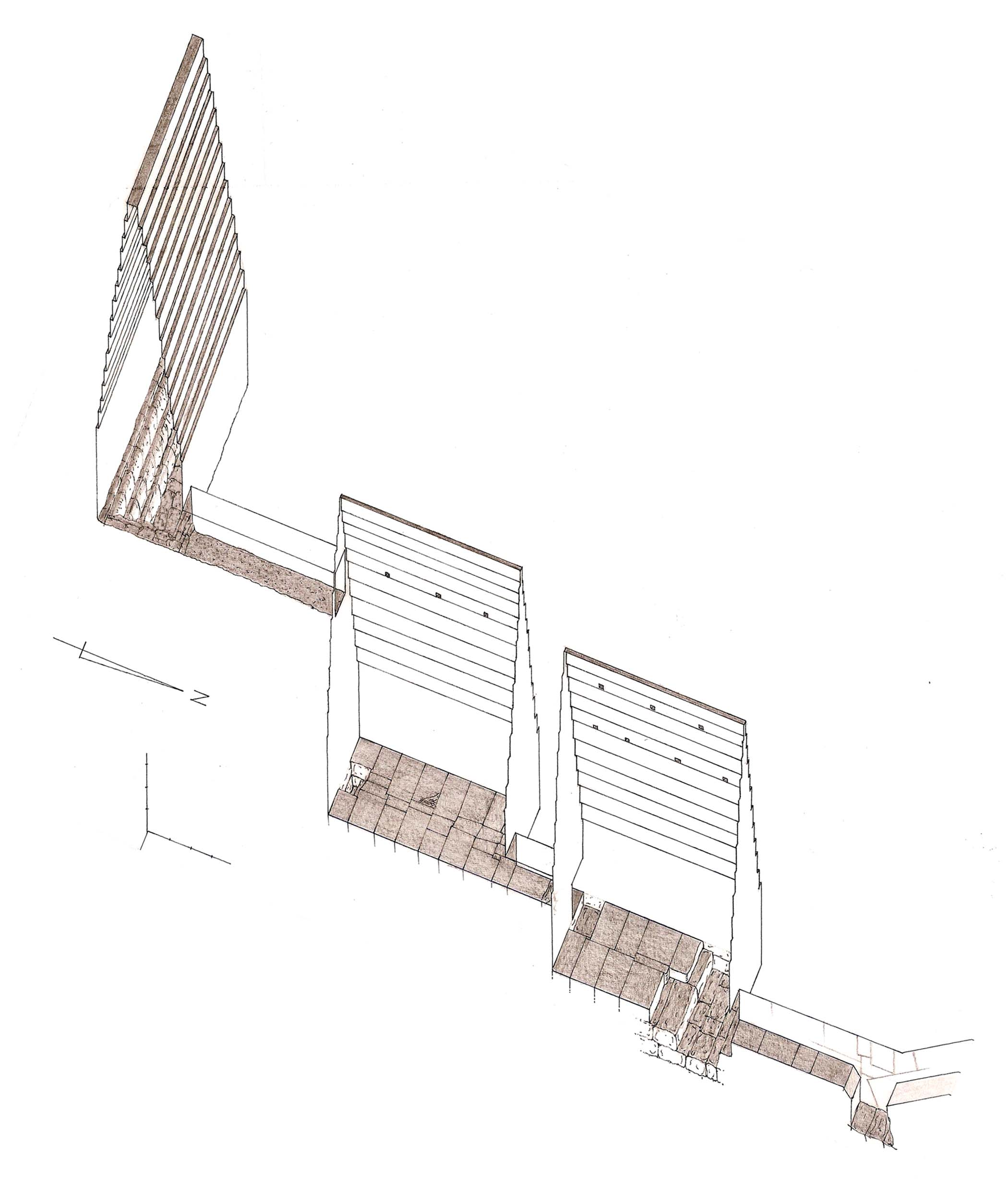
Ricostruzione dell'interno
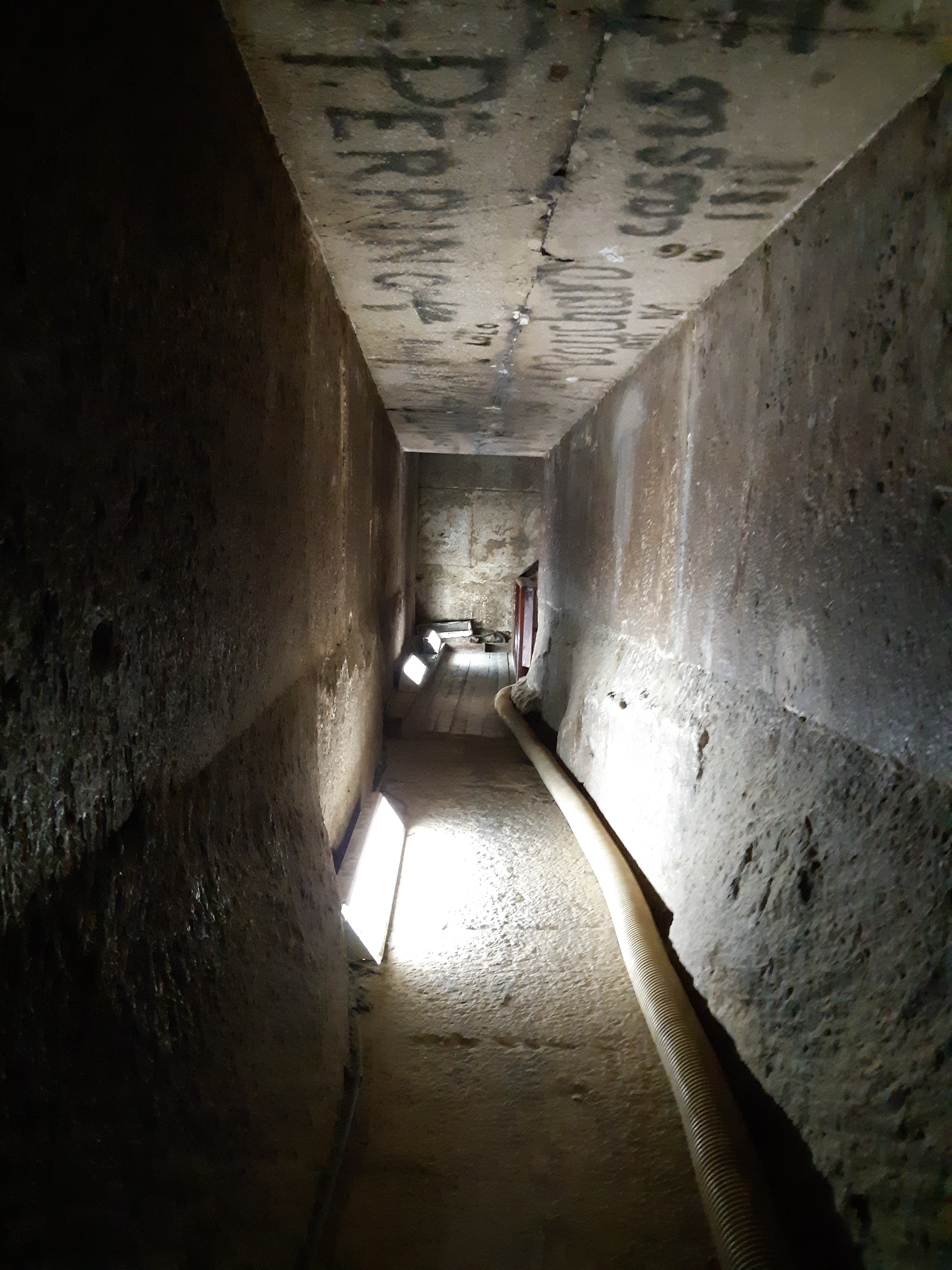
Passaggio tra le camere interne della piramide
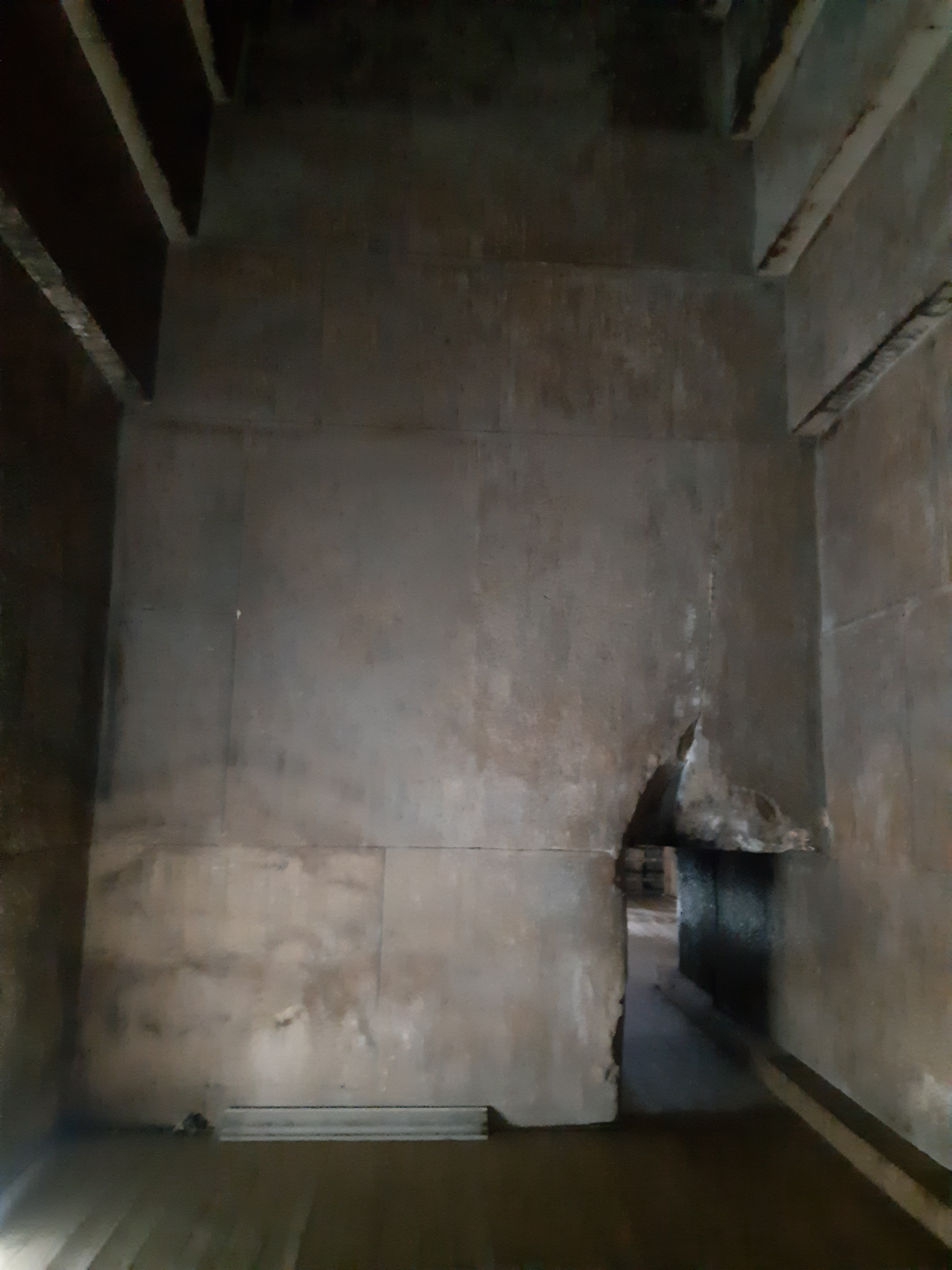
Passaggio dalla seconda alla prima anticamera